# Midnight Club: Los Angeles
『Midnight Club: Los Angeles』（訳:ミッドナイトクラブ ロサンゼルス）は、ロックスター・サンディエゴが制作し、ロックスター・ゲームスが販売するオープンワールド型レースゲームである。通称「MCLA」。
同社の有名レースゲームミッドナイトクラブシリーズの第4作目。シリーズ最後の作品でもある。

## 概要
- 忠実に再現された、アメリカのロサンゼルスを舞台とし、実在の車およびバイクで昼夜を問わずストリートレースを繰り広げる。
- グランド・セフト・オートのように一般の歩行者も存在しているのが、最大の特徴でもある（PSP版では居ない）。
- 一般車には、後述しているように、様々な車種の実在車が多数登場している（PSP版では、グラフィックが低い）。
- 稀に巡回しているパトカーの近くで、交通違反を犯すとポリスチェイスが開始される（パトカーは画面上ミニマップにも表示され、近づけば警告音が鳴る）（PSP版では、レースのみPCが出現する）。
- 天候の変化（晴れや雨）や交通量の変動がある。ラッシュアワー時の朝や夕方の時間帯はフリーウェイ、一般道の交通量が増加し混雑する。
- グラフィックエンジンには『グランド・セフト・オートV』で使われているRAGEが使用されている。
- Xbox 360版はXbox OneおよびXbox Series X/Sの後方互換機能に対応している[1]。

## ゲームモード
今作は、ゲームをスタートすると、すぐにフリーランになる（オープニングも初回のみ）。前作までのようなモード選択画面はなくなっており、フリーラン中にスタートボタンを押して、ポーズメニューからアーケードモードやコースエディットモード、オンラインモードなどを選ぶ方式になっている。
ここでは、ポーズメニューから選べるいくつかのモードを紹介する。PSP版では、閃光を出しているところにパッシングすると、レースが始まる。たまに、ライバルカーにパッシングすると、スタートラインまでライバルカーと走り、そこからスタートするパターンもある。REP（経験値）がもらえる。なお、ポーズ（STARTボタン）して視点移動（右スティック）するとフォトモードになり、撮影した写真をアルバムとして保存可能（PSP版では無し）。レース後にはリプレイもある（PSP版では、選択画面から）。
リプレイ中に、視点移動（右スティック）することもできる（PSP版では、SELECTボタン）。
- キャリアモード

このゲームのメインモードであり、ゲーム終了まで絶対に抜け出せないモード。ロサンゼルスの街をクルマでながし、ライバルにパッシングしてバトルを挑む点は、以前のものと同じである。初めはゴルフGTi、シロッコ、240SXのいずれか1台が支給される。その後、ブック（ストリートレーサーの一人、後述）の白々しい「Nice car!」の掛け声と共に、主人公のストリートレーサー生活が始まる。
- アーケードモード

今までにクリアしたレースをもう一度プレイすることが出来るモード。そのほかにもレースエディットモードで作成したレースをプレイすることが出来る。
- オンラインモード

インターネット回線を使って世界中のプレイヤーとレースをすることが出来るモード。ヘッドセットを使ったボイスチャットをすることも可能。

## レースコース
今回PS3及びXbox 360ではロサンゼルスのみであるが、マップはMidnight Club 2で初登場したものより広くなっており、規模が縮小されているが、街並みもより実在のものと近くなった。実在の建築物や有名観光施設が多数登場する（以下参照）。
- 天使のマリア大聖堂

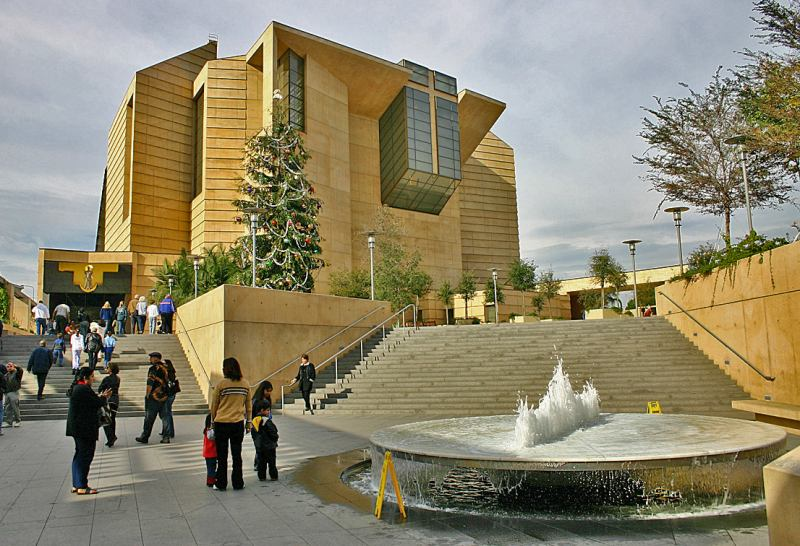
天使のマリア大聖堂

- Capitol Records Tower
- Hollywood Walk of Fame
- Griffith Observatory
- Hollywood Sign
- Getty Center
- Los Angeles City Hall
- グローマンズ・チャイニーズ・シアター
- Santa Monica Third Street Promenade
- Santa Monica Place
- Santa Monica Pier
- サンタモニカ市庁舎
- Chateau Marmont Hotel
- ラ・ブレア・タールピット
- Watts Towers
- Carney's restaurant
- Pink's Hot Dogs restaurant
- Standard Hotel
- Fox Village Theater
- ライブラリータワー
- Aon Center
- Gas Company Tower
- Millennium Biltmore Hotel
- AT&T Center
- ウォルト・ディズニー・コンサートホール
- Westin Bonaventure Hotel
- Crossroads of the World
- Los Angeles California Temple
- ステイプルズ・センター（ゲーム上では "Sports Center" となっている）

- ロサンゼルス・カウンティー・美術館
- Pershing Square
- Rodeo Drive

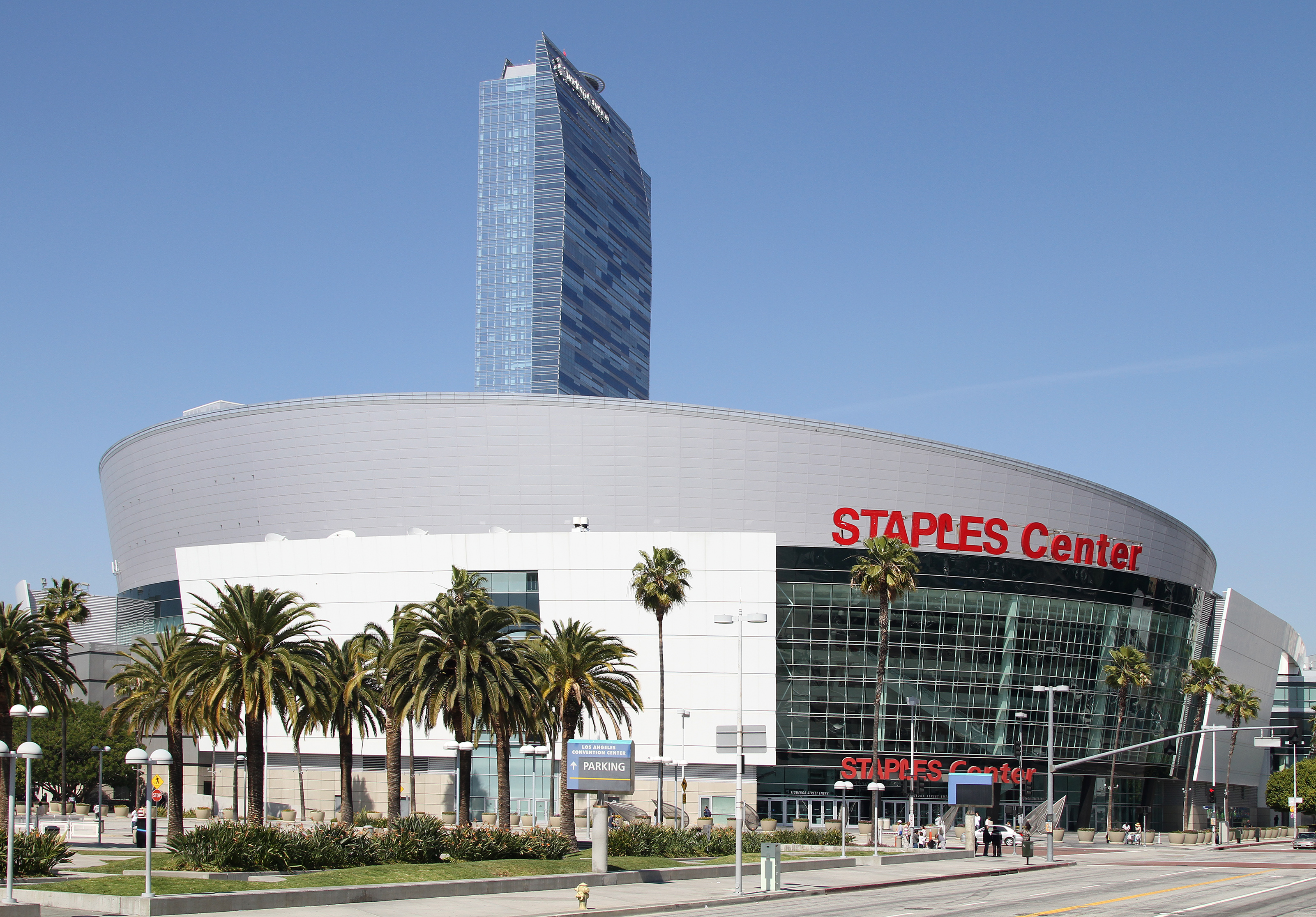
ステイプルズ・センター

- Beverly Wilshire Hotel
- Los Angeles River Basin
- ロサンゼルス・コンベンションセンター
- フォックス・プラザ(Die Hard building)
- The Roxy nightclub
- Viper Room nightclub
- The Beverly Hills Hotel
- Beverly Hills Civic Center
- パラマウント映画
- カリフォルニア大学ロサンゼルス校
- 南カリフォルニア大学 - キャンパス
- Exposition Park
- グレート・ウェスタン・フォーラム
- Baldwin Hills Oil Field
- ロサンゼルス国際空港
- Whisky a Go Go nightclub
- MacArthur Park
- Baldwin Hills Crenshaw Plaza
- Ventura Boulevard
- Los Angeles Public Library
- Aerospace Museum of California
- Natural History Museum of Los Angeles County
- Los Angeles Museum of Contemporary Art
- Pantages Theater
- Roosevelt Hotel
- ユニオン駅 (ロサンゼルス)
- ロサンゼルス・メモリアル・コロシアム（ゲーム上では"South Central Coliseum" となっている）

### PSP版
PSP版の『LAリミックス』では『Midnight Club 2』で初登場した唯一のアジア圏コースである東京（詳細は後述）も含まれ、ある程度ロサンゼルスのストーリーを進めると出現する。東京編でのオリジナルキャラクターが登場するストーリーをプレイすることができる。
- 東京
東京を再現したコース。東京都庁舎、東京タワー、東京ドーム、後楽園遊園地、東京駅、国会議事堂、皇居外苑、首都高、レインボーブリッジなどの都内の建造物や、浅草の仲見世商店街、新宿副都心、渋谷、築地などの街並みが再現されている。実在の企業の看板や文字は使用せず、ホテルやブティック、デパート、居酒屋などのシンプルな名詞でまとめられている。
また、首都高を再現したものには「浅草」や「新宿」などといったインターチェンジがある。

## 登場車種
今回は、クルマごとに「チューナー」、「マッスル」、「ラグジュアリー」、「エキゾチック」、「バイク」に区分されている。
DLC「サウスセントラル」では「ローライダー」、「SUV」が追加された。
コックピット視点では油圧計、ターボのブーストメーター、走行距離計がちゃんと動作したり、デジタル時計にゲーム内時刻（実時間の約4秒で1分経過する）が表示されたりと細かいギミックに富んでいるが、PSP版では、コックピット視点が存在しない。有るのはバンパー、アクション、中距離、遠距離、近距離で、○ボタンとLボタンで変更可能。 
クラクションも可能。停車中に鳴動させると手でホーンボタンを押し、キャラクターの表情も険しくなる。コンバーチブルでは屋根の開閉などもできる。また、ヘッドライト（パッシング）ボタン押し続けでハイビームの状態を保つことができる（PSP版では無し）。
アンロックされていない自動車・バイクでも試乗が可能である（PSP版では要アンロック）。
カッコ内は日本語版でのカテゴリ。

### チューナー（チューニングカー）
和製スポーツカー、小型乗用車のホットモデルを初めとする改造前提（スポーツコンパクト、ホットハッチなど）の車が多い。コーナリング性能寄りのバランス型。
- 1983 フォルクスワーゲン・ゴルフGTI
- 1988 フォルクスワーゲン・シロッコ
- 1975 ダットサン・280Z
- 1998 日産・240SX（S14シルビアの2.4L版、記載されている最高速度は最も遅い）
- 1999 三菱・エクリプスGSX
- 2004 フォード・フォーカスSVT（SVTは日本で言う「ST170」）
- 2006 シボレー・コバルトSSスーパーチャージド
- 2006 ポンティアック・ソルスティス
- 2006 マツダ・RX-8シンカ - 「シンカ」は北米仕様に設定された特別仕様車。日本国内における「スポーツプレステージリミテッド」に相当。
- 2006 日産・350Zロードスター
- 2008 フォルクスワーゲン・ゴルフR32（ゲーム内ではただのR32と表記されている。なお、アメリカでの販売名はラビットR32。公式サイトでも「タフな走りを見せるウサギ」と書かれている）
- 1995 マツダ・RX-7（初期FD型）
- 1999 日産・スカイラインGT-R（パトカー〈PSP版のみ〉、 BNR34型、唯一の日本国内仕様）
- 2008 アウディ・RS4
- 1999 三菱・3000GT VR-4
- 2006 三菱・ランサーエボリューション9 MR
- 2008 三菱・ランサーエボリューションX/DLC
- 2009 三菱・エクリプスGT スパイダー/DLC

上述通りゴルフGTI、シロッコ、240SXは最初に支給され、自由に選べる。ただし支給時点ではバンパーやボンネットが簡易パーツになっていたり、安価なスチールホイールが装着されていたりと見た目が非常に悪い。
※ここで選べる240SXや、LAPDおよびイエローキャブのインパラ、その他一般車の一部に装備されるスチールホイールは後から購入出来ない。

### マッスル（マッスルカー）
大排気量のV型8気筒エンジンを搭載した往年のアメ車が多い。コーナリング性能を捨て、最高速度も多少犠牲になりつつ、加速に徹した車が多い。直線ではその出力をフル活用し、コーナーではキックダウンを使いつつ、テールスライドさせながら曲げていく走りとなる。一定条件を満たすと貰えるDUBエディション車4台のうち2台が本カテゴリに当たる。（ノーマルとの性能差は無い）。
- 1969 フォード・マスタング（BOSS302型）
- 1970 ダッジ・チャレンジャー R/T
- 1996 シボレー・インパラSS（パトカー、街を走るイエローキャブのベース車輌、3作目にも登場した車でもある）
- 1987 ビュイック・リーガル グランナショナルGNX - ペイバックの車でもある
- 1969 シボレー・カマロRS SS
- 1979 ポンティアック・ファイヤーバード
- 2005 フォード・マスタングGTコンバーチブル
- 2006 シボレー・カマロ - コンセプト、同車のDUBエディション
- 2007 ダッジ・チャージャーSRT-8
- 2006 ダッジ・チャレンジャーコンセプト、同車のDUBエディション
- 2008 サリーン・S302エクストリーム - パッケージ画像やPVなどで多数登場する、本作における看板車的な存在である。
- 2007 シボレー・コルベット Z06
- 1970 シボレー・シェベル/DLC
- 1966 ポンティアック・GTO/DLC

### ラグジュアリー（ラグジュアリーカー）
欧州及びアメリカの高級車。ゴージャスな内装と上品なエクステリアデザインが特徴。最高速はそれなりに伸びるが加速は若干鈍く、コーナリング性能はマッスルカーと並んでかなり悪い。
- 2007 クライスラー・300C SRT-8
- 2008 メルセデス・ベンツ・S600、同車のDUBエディション
- 2007 メルセデス・ベンツ・SL65 AMG
- 2008 メルセデス・ベンツ・CLK63 AMG "Black"/DLC
- 2008 アウディ・S5/DLC (ラグジュアリーで唯一、インタークーラーが装備可能)
- 2008 メルセデス・ベンツ CL65 AMG/DLC
- 2008 キャデラック・XLR V/DLC

### エキゾチック（スーパーカー）[3]
欧州のスーパーカーが多い。快音を放つ高出力なエンジンと流線型の車体が特徴。サリーン・S7はゲーム中最高額を誇る。アウディ・R8はロックスターゲームズ・ソーシャルクラブで全条件を満たすと買える(PSP版ではLAのストーリーをクリアすると入手可能)。
- 1971 ランボルギーニ・ミウラSV
- 2008 アウディ・R8
- 2007 アストンマーティン・V8ヴァンテージロードスター
- 2006 ランボルギーニ・ガヤルドスパイダー
- 2004 シェルビー・コブラコンセプト
- 2004 ランボルギーニ・ムルシエラゴロードスター、同車のDUBエディション
- 2006 フォード・GT
- 2006 サリーン・S7
- 2007 アストンマーティン・DB9クーペ/DLC

### ローライダー
DLC「サウスセントラル」より追加されたカテゴリ。
- 1955 シボレー・ベルエア
- 1963 ビュイック・リヴィエラ
- 1964 シボレー・インパラ
- 1965 シボレー・マリブ

### SUV
DLC「サウスセントラル」より追加されたカテゴリ。車重の重さや重心の高さなどあまりスポーツ走行には向いていない車種のため、走りよりもドレスアップを楽しむカテゴリと言える。
- 2008 レンジローバー スーパーチャージド
- 2008 レンジローバースポーツ スーパーチャージド

### バイク（スポーツバイク）
オートバイでストリートレースが出来るのは本シリーズの特徴である。本作では4台収録(うち1台はDLC)。オートバイの持つ高い機動力で街中の走行に最も適している。大クラッシュ時は転倒する。ウィリー中に傾けすぎた場合も転倒することがある。
- 2007 ドゥカティ・モンスターS4RS
- 2006 ドゥカティ・999R
- 2007 カワサキ・ニンジャZX-14 - 本編最強のバイクでもある。
- 2008 ドゥカティ・1098R/DLC

### 一般車
主に架空の一般車を除く実在する車種のみを記載
- New Flyer C 40 LF CNG[4]

メトロ・ローカルバス。
- ピータービルト・320

ゴミ収集車
- インターナショナル・9100

大型トレーラー
- Sterling Acterra

中型トラック
- シボレー・ステップバン
- シボレー・インパラ・SS

1996年式。LAPDとタクシー仕様
- Chevrolet Silverado

1999年式。ピックアップトラック
- キャデラック・エスカレード
- キャデラック・エスカレード・EXT
- キャデラック・CTS

リムジン仕様
- GMC Yukon Denali
- シボレー・エクスプレス
- ダッジ・キャラバン
- フォルクスワーゲン・ジェッタ・4[Typ 1J]
- メルセデス・ベンツ・CLクラス[C215]

## ミッション一覧

### レース
- ノーマルレース - チェックポイントを順に回り、先にゴールした者の勝ち。
- サーキット・レース - ノーマルレースの周回コース版。
- アンオーダード(unordered)・レース - チェックポイントを好きな順に回る。如何に道順やショートカットを上手く考えるかがカギで、難易度は高めである。
- フリーウェイ・レース - フリーウェイ上を走っているライバルにパッシングするとすぐにレースが始まる。挑戦時の状態でレーススタートするため、スタート直後、特殊装備（後述）で相手に攻撃する事も可能。
- タイムトライアル - 指定車種で最速タイムを狙う。2回自分の出した記録が破られてそれを全て破り返すというミッションがある為、初戦で好タイムを出すと後々苦しむ羽目になる。各ミッションとも、3回目のタイム更新ミッションをクリアすると使用した車がもらえる。
- トーナメント - 複数のライバルとレースをし、高いランクを取る程多くのポイントが与えられ、3戦の合計ポイントが高い者の勝利。
- レッドライト・レース - 赤信号でレッドライトレーサーになっているライバルと出会うと指定された場所までのレースとなる。最も自由なレーススタイルとなる。
- シリーズ・レース - トーナメントの勝利数稼ぎ版。誰かが先に2勝or3勝するまでレースは続く。
- ウェイジャー・レース - 賭博レース。勝者は敗者から金を巻き上げる事が出来る。
- ピンクスリップ・レース - ウェイジャーレースの車版。2台以上車を持っていないといけない。勝つと敗者から車を巻き上げる事が出来る。自分が負けると車を巻き上げられてしまうが、別の車で再戦し、元自車に勝つと3台まで奪還可能。

### 非レース
- デリバリー - 車を取りに来る時間が億劫なオーナーのために、自分で車を持って行くミッション。制限時間・規定ダメージレベルを守ってゴールすれば成功。綺麗な状態、時間を多く残す程貰える金額は高くなる。しかし、オーナーの多くがわがままでせっかちなセレブであり、制限時間・ダメージレベルの制限は結構厳しいが最初の5回をクリアすれば、以降難易度の選択が可能である。
- ペイバック(Payback) - 支払い滞納者に悩まされている整備士の仕返しを代行する。車はフルチューンのリーガルを使用（整備士が用意してくれる。どれだけ壊しても構わない）を使用。制限時間内（ミッションによっては制限時間が無かったりすることがある）に滞納者の車を破壊すれば成功。制限時間を超えると仲間を呼ばれ（ファイヤーバードやチャージャーなど、マップでは点滅する赤い矢印で示され、見失っているときは点灯に変わる。ミニマップの外に出ると同色の丸で方角が示される。）、逆に自車を破壊される。逃げ切ればペイバック続行、逃げ切れない、もしくは全壊するとバットを片手に車に接近する映像が流れ、ペイバック失敗となる。警察よりも捜索能力は高いようで、一度見失ってもモタモタしているとすぐに見つかってしまう。なお、リンチされるシーンやそれを示唆する表現は先述の映像以外無い。壊す車が2台以上の場合「またフザけた客が現れた」とメッセージが来る。

### その他
- スマートフォン - 時々ミッションの知らせやレースの申し込みの電話が掛かってくる。なお、このスマートフォンは実在のものである（画面にT-Mobile、SIDEKICKという文字が見える）。

## 主要登場人物

### ストリートレーサー
- プレーヤー - 主人公。やせ型でスキンヘッドが特徴的。LAに引っ越して間もない無名のストリートレーサー。苗字名前が設定されていないため皆からプレイヤーと呼ばれる時がある。
- カロル - モスクワ出身。登場人物の中でかなり年齢が高い。45歳。ソ連崩壊後LAにやって来た。ハリウッドとサンタモニカの海岸沿いにガレージを持ち、プレーヤーのレーサー生活を車輌面で支援してくれる。使用車種は280Z（プレゼントカーでもある）、ボス302マスタング、チャレンジャーコンセプト、ミウラ。プレーヤーがシティチャンプになった暁には、100万ドルでガレージを売ってくれる（ガレージを購入すると、エンディングになるというTVゲームとしては珍しい仕組みになっている）。
- アンドリュー - 若い男性のストリートレーサー。25歳。卒業後ずっと親のガレージを手伝っていた為、エンジンに関しては非常に詳しい。また若くしてレースチームを持っている。使用車種は999R、シロッコ、RX-8、RX-7、ガヤルド。
- ジュリアン、ブライアン、ジン、トシ、トミー、フミコ - アンドリューのチームに属するメンバー。トシとフミコは日本人もしくは日系（レース中、トシのみ日本語を使う）。
- アニー - 女性のストリートレーサー。31歳。非常に気性が荒く男勝りな性格を持つ。恋人にストリートレースの世界へ誘われたものの、初優勝後に恋が終わったという過去を持つ。使用車種はゴルフGTI、ソルスティス、300C、RS4、コブラ。よくホットドッグ屋の前にいるのを目撃される。
- ブック - かなりの金持ち。30歳。高校生からレースの経験がある。かなりのコネがあり、様々な情報を入手しやすい。シティチャンプは彼である（Xbox 360版の実績解除やPS3版のトロフィー入手の1つになっている「LAを統べる者」の条件でもある）。使用車種は240SX、エクリプス、チャージャー、S600。ゲーム開始直後のシーンで服装を「ゴルフの格好」と笑われるシーンがある。
- チョン・ヒー - 中国系移民の男性。主人公によくレースの誘いをしてくる。また、ピンクスリップ・レースも彼とすることになり勝つとトランザムを貰うことが出来る。

- 他にレスターやニコライ、ドーラなどのレーサーが登場する。

### その他
- LAPD - プレーヤー等ストリートレーサーを逮捕しようとしてくる。パトカーはインパラで、1台1台ホイールが違ったりしている。エンジン音はマスタングGTやサリーンS302等で使われている乾いた高い音になっている。時速200km/h以上で走る車に猛追し、体当たりをして止めようとしてくるなどアメリカンスタイルの逮捕術を使う。PSP版ではLAPDに加え、東京では警視庁が登場する。

## 走行テクニック
- ニトロ - ガレージでニトロタンクを買うと使用出来る。最大4本まで増やせる。レース中使用すると一定時間急激に出力が増し、急加速が可能。ガレージに行く、ガソリンスタンドを通ることで空タンクにチャージされる。またほとんどのレースではレース前、レース後にもチャージされる。
- スリップストリームターボ(SST) - 敵車の後ろに付き、気流が見えている状態ではスリップストリーム状態になっている。この状態では距離差が少ない程早くSSTメーターが上がる（ゲージクラスタの外側）。チャージされると黄色から緑色になり、この状態でニトロボタンを押すと急加速が出来る。ニトロより加速力の上昇率は高い（相手が片輪走行中、もしくはバイクの場合チャージ不可）。
- バーンアウト - 停止状態または低速走行中にサイドブレーキを引いた状態でアクセルを吹かすと、駆動輪が空転しバーンアウトが可能。その状態でサイドブレーキを解除するとロケットスタート（急加速）できる。ステアリングを切ると方向転換やドーナツターン（前輪駆動車の場合は後輪中心の逆ドーナツになる）を行える。アクション、クラシック、スタティック視点でドーナツターンをすると少し離れた所からの固定視点に切り替わる。
- ショートカット - 本作ではチェックポイントの判定が甘く、旧作では通過判定にならないライン取りでも通過できることが多い為、積極的にコーナーのイン側にある駐車場等のスペースを有効活用出来る。なお、駐車している車に触れるとカーアラームが鳴る。
- 片輪走行 - 走行中に荷重移動ボタンを押しながらステアリングを切ると片輪走行が出来る。4輪車で狭い場所を抜ける際に便利である。またこの状態では敵車がSSTをするためのチャージが出来ない。バイクの場合は体重移動によるコーナリング性能の上昇、またスティックを上に倒すとウィリー走行、下に倒すと屈む。ブレーキング時にウィリーの操作をするとジャックナイフが出来る。

## 車の改造
ガレージでは購入した車を持ち金で改造出来る。なお、ある条件を満たすと無料で改造できるようになる。
- チューニングショップ：基本性能の向上を行う。ゲームを進行させると上のレベルまで使用出来る。細かいセッティングは不要で、とにかくレベルを高めるのに徹すればいい。レベルの上げすぎによりピーキーで扱いづらくなったり、かえって曲がらなくなる、という実際のチューニングで起こる現象はほとんど無い。一応ブランドも選べるが性能差がない上ストーリーや車の売値に関わることがない為、無意味な機能と言える。
- 外装・内装：エアロパーツ装着や内装のカスタムを行う。ゲームを進行させると使えるパーツが増える。外装の3Dが入れ替わるのみで性能への影響は一切無い。

### 4輪車：フロント周り
- フロントバンパー：フロントバンパーを交換する。
- ヘッドライト：ヘッドライトを交換する。
- ボンネット：ボンネットを交換する。多くがセイボン製。カーボンも選択出来るがボンネットに貼ったバイナルが見えなくなる。
- インタークーラーorエアスクープ：チューナーはインタークーラー、マッスルの多くはエアスクープを装着する。ラグジュアリーやエキゾチックのほとんどは無く、マッスルでもインパラSSやグランナショナルのようなV8セダンやS302等の新型車の一部には無い。

### 4輪車：ワイドボディキット
- ワイドボディキットの装着をする。ただし装着中はほとんどのパーツが交換出来なくなる。

単なるエアロセットがほとんどであるが、ミウラに装着するとイオタ風の外観に、ボス302マスタングに装着するとシェルビーマスタングGT500風の外観になるなど兄弟車や実在のボディキットの再現などもある。

### 4輪車：足回り
- リム：ホイールを交換する。
- ダウンロード可能なリム(DLC)：DLCで使用可能なホイールはここにある。無料。
- 素材・ペイント：表面処理をつや消し、クロームメッキ、塗装から選び、色を変える。
- サイズ：インチ、トレッド、タイヤ幅、車高を変更する。あまりにも低車高の場合は車体下部を擦る事がある。
- ブレーキ：ブレーキを交換する。ブレンボとプロジェクトμ各2種ずつである。

### 4輪車：内装
- カラー：内装色を変更、ネオン管装着を行う。
- ハンドル：ステアリングホイールを交換する。車種により選べる種類が変わる。
- ゲージ：追加タコメーターを装着する。最大スケールは10000rpm。一部車種に針が点灯しないバグがある。
- フロントシート：運転席と助手席のシートを交換する。ローライダー以外は全部バケットシートになる。

### 4輪車：リア周り
- リアバンパー：リアバンパーを交換する。マフラーの配置も決まる（多くが両端からの2本出し）。
- ブレーキランプ：ブレーキランプを交換する。多くがユーロテールである。
- リアスポイラー：リアスポイラーを装着する。
- エグゾースト：マフラーを交換する。アペックス、フローテック、ボーラ等。
- ナンバープレート：ナンバープレートの文字を指定する。A-Z、0-9、数種の記号を使い7文字まで書ける。

### 4輪車：側面
- ネオン/スモークガラス：アンダーネオン装着、スモークフィルム貼り付けが出来る。
- サイドスカート：サイドスカートを装着する。
- ドア：一般的な横開きドアの場合はシザードア（所謂「ランボドア」、広義の「ガルウィングドア」）に変更出来る。逆は出来ない。

ドア選択後、ドアが閉まる前にサイドスカートを選択するとドアが開いたまま固定されるバグがある。そのままレースやオンラインクルーズにも参加出来たり、フォトモードで撮影も行える。もう一度ドア選択を行うと元に戻る。
- サイドエグゾースト：マッスルカーのみ、マフラーを横に装着する。

### ペイントショップ・バイナルショップ
それぞれ最初に$1000支払うと、その車の塗装やバイナルの貼付が自由に行えるようになる。前述の車の改造同様、ある条件を満たすと無料で塗装やバイナルの貼付が可能になる。
色はカラーチャートにより事実上無限に選べる。塗装方法はつや出し、メタリック、パール、スパーク、つや消し（フェード効果不可）から選べる。2色のフェード効果はツートン（2色ハッキリ分かれるのではなく、マジョーラカラーになる）、前から後ろ、右から左、昇順が選べる。
バイナルは標準のバイナルパッケージを使用するか、自分で貼っていく事も可能。上・側面が64レイヤ、前後が16レイヤまでが限界。Xbox 360の『フォルツァ モータースポーツ 2』程ではないが、日本国内には痛車を制作している人もいる。ただしレイヤ数の関係で高精細な物を作るのは困難を極める。またレイヤを重ねるとフリーズしやすいため、セーブしながら作らないと作業内容が全て飛んでしまう事がある。
オンラインでは自分の改造した車を出品し評価してもらう事が出来る。

### ハイドロ・エアサス
エアサスペンションを装着してホッピングアクションを行えるようにする。ドライビングテスト項目の1/3をクリアするかDLC導入でアンロックされる。また停車中のみ低車高になるエアバッグも使用可能（車高を0未満にするとあまり車高が下がらないか逆に上がってしまう）。

## 特殊装備
ゲームを進めると使用可能になる。使用すると一定時間その恩恵を受けることが出来る。多く使用する程使用した機能のレベルが上がり、スタンバイ可能数が最大3個まで増える。
- ZONE - 集中力により画面がスローモーションになり、急なコーナーを上手く曲がったり、障害物を避ける際、判断時間を多く取る事が出来るようになる。なお、前作にも登場しており、ニード・フォー・スピードシリーズのスピードブレーカにも似ている。
- AGRO - 敵車および一般車を吹き飛ばし突進できる。その際自車は無敵状態。ZONE同様前作にも登場している。
- ROAR - エンジンの爆音により一般車が避ける。上記２タイプ同様前作にも登場している。
- EMP - 電磁パルスにより敵車をスローダウンさせる。一般車はその場で停止する。本作が初登場。

## ダメージ
本シリーズ全てに於いて車体がダメージを受ける概念が存在する。簡易修理と完全修理があり、
- 簡易修理：レースとレースの間・レース終了後・全壊後[6]
- 完全修理：ガソリンスタンドに立ち寄った時・ガレージ帰宅時（デリバリー、タイムトライアル後自車に戻ったときも修理されている）。

に行える。修理が終わると修理器具の動作音と共にダメージが消える。完全修理では元通りになるが、簡易修理では形のみ直すためダメージの度合いにより傷が残ったり黒色の簡易パーツに変えられたりする（簡易パーツ部のバイナルは消える）。修理はどちらも無料。
一度ガレージに戻っても修理せず出走することも出来るが、ダメージメーターが点滅し警告音が鳴っている状態、全壊後ガレージに戻った際は修理しないと出走できない。

## 警察
本シリーズ全てに置いて登場する警察は本作でも登場する。警察（ロス市警）のパトカーが近づくとゲージクラスタ内にある赤色のポリススキャナとビープ音が警告する。またマップにも暗青色で表示される。ライバルにパッシングすると「スタート地点まで競争だ」と言われ、スタート地点までのレースが始まる（ビートミーゼアレース）が、警察の近くでは「警察が近い スタート地点で会おう」と言われ、スタート地点までのレースは行われない。
本作の警察は過去シリーズと比べかなり執念深く、逃げ切るにはそれなりの動力性能を持った車とテクニックが要求される。クルーズ中は無用なカーチェイスを避けるため、警察には特に用心しないといけない。特にレース中は厄介である。突如女性警官の警察無線が入り、直後パトカー3台が出現する為、そのまま衝突して逮捕という事も起こりえる。
制限速度は走行速度の横に表示されている（一般道は主に65~90km/h、フリーウェイは105km/h）。
ただし海外DLCやコンプリート・エディションで入手できる警察車両を使えば、スピード違反や交通事故を起こしても捕まることはない。ただし、車両通行禁止の場所に侵入すると手配される。

### 表示メッセージとその意味
（ ）は日本語版でのメッセージ
- SLOW DOWN（減速しろ） - 速度超過をした状態でパトカーに接近すると表示され、ゲージクラスタが青緑色に光る。すぐに減速すれば問題無い。
- PULL OVER（止まれ!） - 上記を無視するか信号無視、逆走を目撃されると表示される。素直に従い停車すると、警察のカメラを模した低画質の映像で警察官が自車に向かってくる（画面表示の時刻やテープカウンタは適当）。そのまま停まっていると反則金で済む。表示される罪状は速度超過、危険運転、器物損壊など。この状態でアクセルを吹かすと逃走可能。警察官が大急ぎでパトカーに戻り、後述のメッセージが表示されカーチェイスがスタートする。この際マップ上では警察は赤色で点滅する矢印で表示され、ゲージクラスタも同じ色に光る。
- POLICE PURSUIT（追跡中!） - 前述の警告を無視し逃走、もしくは著しい速度超過、警察に当たる等の悪行を行うと表示され所謂カーチェイスになる。自車を停めるか全壊すると銃口を向けられ逮捕となる。長く逃走すればする程、罰金は高くなる。手続きが済むと警察署付近から再スタートとなる。全壊状態で逮捕されるとある程度ダメージのみ回復して再スタートする。一定距離引き離すと後述のメッセージに変わる。マップ上では明青色・赤・白の点滅する矢印で表示され、ゲージクラスタも同じ色で点滅する。
- POLICE SEARCHING（逃走車捜索中・・・） - 追跡を振り切ると表示される。警察が必死になり自車を捜索している状態。そのまま逃げ切るか物陰に隠れていると撒く事が出来る。再び発見されるか差が縮まる、直線道路上で見通しが効くと再び追跡を始める。マップでは明青色で点滅する矢印で表示され、ゲージクラスタも同じ色に光る。
- POLICE RESPONDING（警察に通報された!） - 車輌侵入禁止区域（公園や店内）に進入すると時々表示される。近くを走っているパトカーが現場に急行する。鉢合わせしなければ追跡はされないが、このモードではポーズメニューの「ガレージに戻る」が使える。マップでは明青色の点滅する矢印で表示され、ゲージクラスタも同じ色に光る。

特殊装備の能力は警察にも有効であるため、AGROやEMPで追跡を妨害する事が出来る。

## コレクタブルのR★マーク付きドラム缶
街中の目立たない場所に黄色いドラム缶が計60個隠してあり、見つけてそこに車を当てると獲得出来る。10個獲得する毎に新チートがアンロックされる。
置いてある場所の多くが車両通行禁止エリアのため通報されやすいが、試乗車に乗っている間は警察が出現しないため楽に収集が可能。
前作にも若干異なるが、これとよく似た集めものがあり、隠しナンバープレートが手に入るなどの隠し要素がある。

### アンロックされるチート
- 10個 - ニトロ使い放題
- 20個 - ダメージを一切被らない
- 30個 - 特殊装備使い放題
- 40個 - 上空視点追加（昔の見下ろし式ドライブゲーム風）
- 50個 - 警察の警邏が中止される
- 60個 - 警察に捕まっても罰金が請求されない

チート使用中はキャリアモードが進行せず、賞金も貰えない。ただし上空視点追加のみ選んだ場合は例外で、チート無しと同じ扱いになる。

### 要注意箇所にあるドラム缶
ビーチエリア
- 建物の上にあるドラム缶が1つある。フリーウェイを挟んで北側にある坂から100km/h以上で飛ぶ以外獲得する方法は無い。
- 砂浜にあるゴミ箱の1つがドラム缶である。夕方はオブジェクトが赤くレンダリングされてしまい、分かりにくくなる。

ハリウッド
- 1箇所立体駐車場の屋上まで上らないと取れないものが1つある。結構階数が多いので少し難儀である。
- ロングコーナーのイン側に設けられた駐車帯に置いてある。非常に目立たない上ダウンタウンからビーチに向かう方向では対向車に衝突しやすい。

ダウンタウン
- 基本的に死角を探せば見つかるが、ジャンプ台の頂上等が多く、速度によりドラム缶を飛び越えてしまう事がある。また落ちた先からまた登るのが難儀な場所が多い。中にはジャンプ台の前に停まっているそれより少し低い屋根の電車に乗っているものもある。また高架の上や下で分かりづらい場所も多くある。警察に通報されやすい場所が最も多いので試乗車での収集を強く薦める。

ヒルズ
- フリーウェイにあるクッションドラムの1つがドラム缶である。
- 水路出口の伸びた雑草に隠れているのが1つある。
- 峠エリアの分岐先の多くに置いてある。
- 行き止まりの端点に1つ置いてある。先にあるフェンスは破壊可能で、下の道に飛び降りる事が出来る。

## ダウンロードコンテンツ
南エリア・マップや新カテゴリ「ローライダー」「SUV」を含む新マシンや新ミッションを含むダウンロードコンテンツ「サウスセントラル：シティパック（無料、マップの1/3のみ）」および「サウスセントラル：アップグレードパック（¥500、全てのコンテンツが収録されている）」が、PS3版は3月25日、Xbox 360は3月30日に配信された。
ランエボXやDB9等の一部車種はデリバリーミッションのみで使用できるが、現在は￥150でマシンパックとして販売され使用可能になっている。なお、ダウンロードコンテンツがセットになった廉価版が北米で2009年10月12日に、欧州で2009年11月20日に発売された。
日本でもPS3版の廉価版が2010年5月27日に発売され、それに伴いPlayStation Store内の同ゲームのダウンロードコンテンツが半額になった。2011年5月に配信終了。2011年12月15日、ロックスター・クラシックス版の発売に合わせ、ダウンロードコンテンツが配信を再開した。
2018年6月7日からXbox Oneの下位互換機能に対応可能となり、2020年にはXbox Oneストアでコンプリートエディションが販売を再開した。

## その他
- 本作の日本正規販売に伴い、ロゴから「湾岸」が消され、オリジナルの改造パーツ選択時のロゴが「湾岸CUSTOM」から「MC(Midnight Club)CUSTOM」に変更されているが、街中の看板、Midnight Clubロゴバイナルはそのままである。なお、初代の日本語版も「湾岸」のロゴが消されている。
- V8ヴァンテージやコルベットZ06に付けた追加メーターが光らないバグがある。
- PS3/Xbox 360版は実車に準拠したレブリミットが設定されているが、PSP版は過去作のように数種類のレブリミットだけが設定されており、近い数値のものが割り当てられている。
- バイクで事故を起こし転倒した後、無人で走り出す事がある。
- 車内メーターや内装のクオリティが車を乗り換えた後低下、低下したものが元に戻る事がある。車種・時間帯によりクオリティ低下の確率は違う。起動直後の走り出しでは必ず本来のクオリティになる。
- 警察無しチートを使用した際には警察が消えるが、その後ガレージに戻らず、レースも一切せず無効にすると警察が消えたままになる（進入禁止区域での通報も起こらない）。その後ガレージに戻ったりレースをすると元に戻る。ただしチート有効にしたままガレージに戻ったりレースを行った後無効にすると元に戻る。
- ハイドロ、ホイル、アウディR8のアンロックに関わるドライビングテスト項目は以下の通りである。

1.Cash $1000000 - 累計100万ドル稼ぐ（Xbox 360版の実績解除やPS3版のトロフィー解除の1つである「ミリオンダラー」の入手条件でもある）。
2.Drive 5000 miles - 5000マイル走行する（Xbox 360版の実績解除やPS3版のトロフィー解除の1つである「長距離ランナー」の入手条件でもある）。
3.Consecutive wins 25 races - レースで25勝する。オンライン・オフライン共通。連勝しないといけない。
4.2 wheel distance 10 miles - 片輪走行で合計10マイル走行する（Xbox 360版の実績解除やPS3版のトロフィー解除の1つである「スタントマン」の入手条件でもある）。一般車のいないオンラインクルーズだと稼ぎやすい。
5.Wheele distance 15 miles - ウィリー走行で合計15マイル走行する（Xbox 360版の実績解除やPS3版のトロフィー解除の1つである「ウェリー野郎」の入手条件でもある）。
6.Time cruising 25 hours - 25時間ドライブする。
7.Total special 5000 uses - 特殊能力を5000回使用する（巻き込まれた車の数も含む）。
8.Jump distance 25 miles - ジャンプで合計25マイル飛行する。
9.Carrer wins 350 wins - キャリアモードで350勝する。
10.Cars destroyed 250 wrecked - 車を250回壊す（「DAMAGED OUT（走行不能なダメージを受けた）」と表示させると1回）。海に突っ込むと一瞬で壊れるのですぐに稼げる。
11.Opponents hit 1000 hit - ライバル車に1000回接触する。
12.Objects hit 10000hit - 障害物（一般車、街灯、木等）に10000回接触する。
- ほぼすべてのシリーズで、実在するメーカーの看板があったり店舗がある（たとえば本作では、ピザハットやセブンイレブン、MTV、サイドキックなどが存在し、初代ではコカコーラやデフジャム、Midnight Club 3:DUB Editionではペプシなどが存在する、ただ2では実在企業ロゴが一掃されている）。
- キャラクターによっては2で登場したキャラクターが数人出ている（イアンやアンドリューなど。ただし名前のみでプロフィールは相違している）。
- フリーズが多く、セーブの出来ないガレージ内の作業が飛んでしまう事がよく起こる。また昼間に時速300〜400km/hの超高速で走行すると、モデル・テクスチャの読込が追いつかず、低クオリティで数秒間表示された後読み込まれる事がある。特にDLCにより追加された南側エリアは、昼間になるとかなり処理落ちする。
- レース中やデモシーン等のボイスは英語だが、ごく稀に日本語で話すキャラクターがいる（例えばペイバック中に攻撃すると「やめてくれ」「おい、何やってんだよ!?」などと言ってくる、レース中大クラッシュすると「おーっと、大丈夫か?」と声を掛けられるなど）。
- リプレイ再生中、途中でリプレイが終了してしまうバグがある。過去作でも発生しており、一度発生するとそのリプレイを何度再生しても同じ場所で終了してしまう。
- レース前のロード時間に表示されるLAの街を斜めに見下ろした広域視点画面にて、ごく稀に飛行機等が空を飛んでいることがある。
- 車に乗るかバイクに乗るかによって服装が変わるだけでなく、デモシーンにも反映されることがある。
- 映像出力によっては字幕の大きさや位置が変わることがある[9]。
- 日本語版と英語版とでは解説書の内容が若干異なっている。HUD解説では映っているS302ではありえない速度、回転数、ギアになっている。
- 今作は前作までと違いパトカーに乗ることが出来ない（北米版では無料配信DLCのインストールかコンプリート・エンディションの購入で使用可能になる。なお、日本向けの配信はされていない。一応オンラインでの使用も可能だが、DLC未導入、日本語版のプレイヤーがフリーズなどを起こす可能性がある）。
- 東京ストーリーでは、一般車が、ロサンゼルスと同様の車に加え、都バスが走行している。
- 一般車よりも、大型車に突っ込むと、画面がゆっくりになり、失速する。
- オートセーブ対応。